# سیارک ۱۰۹۳۲
سیارک ۱۰۹۳۲ (به انگلیسی: 10932 Rebentrost، نامگذاری:1998DL1) ده هزار و نهصد و سی و دومین سیارک کشف شده‌است که در ۱۸ فوریه ۱۹۹۸ کشف شد.
قدر مطلق سیارک برابر ۱۳٫۷۰ است.